# Колтта-саамский язык
Колтта-саамский язык (колтта-саам. sääʹmǩiõll) — один из саамских языков.
На колтта-саамском языке говорит около 400 граждан Финляндии — в основном, в Севеттиярви. Примерно 20—30 носителей нотозерского диалекта (Njuõʹttjäuʹrr) живёт в России в районе села Ловозеро. На колтта-саами раньше говорили в районе Нейден в Норвегии, однако сейчас носителей языка там не осталось.

## Лингвогеография

### Ареал и численность
По информации, озвученной на конференции «История и современное положение саамов-скольтов», прошедшей 18 октября 2011 года в Мурманске, общее число скольтов составляет около 1000 человек: 600 — в Финляндии, 250 — в России, 150 — в Норвегии. По другой информации, число скольтов в Финляндии составляет 500 человек, в России — 400 человек.
На колтта-саамском языке могут в той или иной степени говорить лишь около 400 человек в Финляндии (язык общения финских колттов — в значительной степени финский) и около 20 человек в России. Российские саамы говорят на нотозерском диалекте колтта-саамского языка. Среди колттов Норвегии носителей языка уже не осталось.
До Второй мировой войны на колтта-саамском говорили в четырёх деревнях в районе Печенги, в том числе в Петсамо (Печенге) и Суоникюля. Перед передачей этой территории Советскому Союзу саамское население было эвакуировано в деревни Инари, Севеттиярви и Неллим в общине (коммуне) Инари.

### Социолингвистические сведения
В Финляндии колтта-саамский язык подпадает под действие параграфа 17 действующей Конституции этой страны, согласно которому саамское население имеет право на сохранение и развитие своего языка и своей культуры. В этом же параграфе Конституции закреплено право саамов пользоваться своим родным языком в органах власти, в том числе в делопроизводстве. Колтта-саамский является одним из четырёх официальных языков общины (коммуны) Инари. В начальных школах ведётся обучение языку — и как родному, и как иностранному. Несмотря на это, лишь незначительная часть молодёжи продолжает учить и активно использовать язык. Угроза исчезновения колтта-саамского языка представляется даже большей, чем инари-саамского в той же общине, хотя число носителей примерно одинаково.
Подобно инари-саамскому, колтта-саамский недавно породил новое явление, а именно использование его в рок-музыке. Рок-певица Тиина Санила издала в настоящее время два CD на колтта-саамском.
28 марта 2012 года лишь один выпускник последних классов гимназии писал сочинение на колтта-саамском языке (в качестве родного) для поступления в высшие учебные заведения Финляндии.
По мнению министра юстиции Финляндии Анны-Майи Хенрикссон, высказанному в сентябре 2011 года, саамские языки в Финляндии находятся под угрозой исчезновения. Аналогичного мнения по этой проблеме придерживается Саамский парламент Финляндии, представители которого считают усилия государства по сохранению саамских языков недостаточными, отмечают нехватку кадровых и материальных ресурсов, в том числе учебно-методических материалов.
В настоящее время (2011) в Финляндии во многих детских садах и школах Саамского региона для изучения саамских языков используется методика «языковых гнёзд». Общая идея этой системы заключается в том, что и обучение, и общение детей между собой и с преподавателями проходят в условиях полного языкового погружения в изучаемый язык. В дошкольных учреждениях Саамского региона, в которых применяется эта система, дети говорят только по-саамски. В колтта-саамских школах в нулевых, первых и вторых классах школы образование также ведётся только на саамских языках, затем, постепенно, некоторые предметы начинают преподавать на финском языке; в шестом классе число предметов на финском достигает примерно половины от их общего числа; однако, в целом, с преподаванием предметов на этом языке имеются существенные трудности, поскольку не хватает преподавателей и учебных материалов.

## Письменность

### Кириллица
Первой книгой на колтта-саамском языке был перевод Евангелия от Матфея, изданный в 1884 году русским православным священником Константином Прокопьевичем Щеколдиным. Щеколдин также издал колтта-саамский букварь. Другие печатные тексты на колтта-саамском языке, изданные на основе кириллицы, неизвестны.

### Латиница
Современная письменность колтта-саамского языка была разработана на латинической основе в 1971 году, а в 1973 году получила статус официальной.
В колтта-саамском языке используется расширенный латинский алфавит:
| А а | Â â | B b | C c | Č č | Ʒ ʒ | Ǯ ǯ | D d |
| Đ đ | E e | F f | G g | Ǧ ǧ | Ǥ ǥ | H h | I i |
| J j | K k | Ǩ ǩ | L l | M m | N n | Ŋ ŋ | O o |
| Õ õ | P p | R r | S s | Š š | T t | U u | V v |
| Z z | Ž ž | Å å | Ä ä | ʹ   |     |     |     |

Буквы Q/q, W/w, X/x, Y/y и Ö/ö используются только в заимствованиях.
Перед удвоенными согласными появляется краткое оглушение или h, однако на письме оно не обозначается (например, joʹǩǩe «к реке» произносится [jo̟hk̟k̟e]). Вставные гласные не являются фонематическими или слоговыми, и поэтому не пишутся (mieʹll [miellɘ̯] «песчаная отмель» и miõʹlle [mielle] «на ум»)
Колтта-саамский алфавит на латинской основе в транскрипции МФА:
| Буква | Фонемы   |
| ----- | -------- |
| A a   | /ɑ/      |
| Â â   | /ɐ/      |
| B b   | /b/      |
| C c   | /t͡s/     |
| Č č   | /t͡ʃ/     |
| Ʒ ʒ   | /d͡z/     |
| Ǯ ǯ   | /d͡ʒ/     |
| D d   | /d/      |
| Đ đ   | /ð/      |
| E e   | /e/, /ɛ/ |
| F f   | /f/      |
| G g   | /ɡ/      |
| Ǧ ǧ   | /ɟ͡ʝ/     |
| Ǥ ǥ   | /ɣ/      |
| H h   | /x/      |
| I i   | /i/, /j/ |
| J j   | /ʝ/      |
| K k   | /k/      |
| Ǩ ǩ   | /c͡ç/     |
| L l   | /l/      |
| M m   | /m/      |
| N n   | /n/      |
| Ŋ ŋ   | /ŋ/      |
| O o   | /o/      |
| Õ õ   | /ɘ/      |
| P p   | /p/      |
| R r   | /r/      |
| S s   | /s/      |
| Š š   | /ʃ/      |
| T t   | /t/      |
| U u   | /u/, /w/ |
| V v   | /v/      |
| Z z   | /z/      |
| Ž ž   | /ʒ/      |
| Å å   | /ɔ/      |
| Ä ä   | /a/      |

## Лингвистическая характеристика

### Фонология
Характерными чертами колтта-саамского языка являются очень сложная система гласных и супрасегментное противопоставление непалатализованных и палатализованных слогов. Палатализованные слоги обозначаются «мягким знаком» — отдельно стоящим ударением.

#### Гласные
Система гласных фонем представлена ниже. Буквенные соответствия даны в скобках.
|                | Передние | Средние | Задние |
| -------------- | -------- | ------- | ------ |
| Верхние        | i (i)    |         | u (u)  |
| Средне-верхние | e (e)    | ɘ (õ)   | o (o)  |
| Средне-нижние  | ɛ (e)    | ɐ (â)   | ɔ (å)  |
| Нижние         | a (ä)    |         | ɑ (a)  |

Примечания:
- Различие между /e/ и /ɛ/ в стандартной орфографии не учитывается, оба звука пишутся как e.
- /ɘ/ произносится как эстонское õ.

Все гласные могут быть долгими и краткими. Долгие и краткие гласные противопоставлены фонологически — leʹtt «сосуд» и leeʹtt «сосуды».
Гласные могут сочетаться, давая 12 дифтонгов:
|                                 | Передняя | Передняя со средней | Задняя с передней | Задняя со средней | Задняя  |
| Верхняя со средне-верхней       | ie (ie)  | iɘ (iõ)             | ue (ue)           | uɘ (uõ)           |         |
| Верхняя со средне-нижней        | iɛ (ie)  | iɐ (iâ)             | uɛ (ue)           | uɐ (uâ)           | uɔ (uå) |
| Верхняя с нижней                |          |                     | ua (uä)           |                   |         |
| Средне-верхняя со средне-нижней |          | eɐ (eâ)             |                   |                   |         |
| Средне-верхняя с нижней         | ea (ea)  |                     |                   |                   |         |

Все дифтонги могут быть долгими и краткими, хотя долгота на письме не обозначается. Краткие дифтонги отличаются от долгих по долготе и месту ударения: в кратких дифтонгах под ударением находится вторая составляющая, а в долгих ударение падает на первую.

#### Согласные
Набор согласных представлен ниже. Их буквенные соответствия показаны в скобках:
|                     | Лабиальные | Зубные / Альвеолярные | Постальвеолярные | Палатализованные альвеолярные | Палатальные | Велярные |
| ------------------- | ---------- | --------------------- | ---------------- | ----------------------------- | ----------- | -------- |
| Носовые             | m (m)      | n (n)                 |                  | nʲ (nj)                       |             | ŋ (ŋ)    |
| Глухие взрывные1    | p (p)      | t (t)                 |                  |                               |             | k (k)    |
| Звонкие взрывные ²  | b (b)      | d (d)                 |                  |                               |             | g (g)    |
| Глухие аффрикаты 1  |            | t͡s (c)                | t͡ʃ (č)           |                               | c͡ç (ǩ)      |          |
| Звонкие аффрикаты ² |            | d͡z (ʒ)                | d͡ʒ (ǯ)           |                               | ɟ͡ʝ (ǧ)      |          |
| Глухие шипящие      |            | s (s)                 | ʃ (š)            |                               |             |          |
| Звонкие шипящие     |            | z (z)                 | ʒ (ž)            |                               |             |          |
| Глухие фрикативные  | f (f)      |                       |                  |                               |             | x (h)³   |
| Звонкие фрикативные | v (v)      | ð (đ)                 |                  |                               | ʝ (j)       | ɣ (ǥ)    |
| Вибрирующие         |            | r (r)                 |                  |                               |             |          |
| Боковые             |            | l (l)                 |                  | lʲ (lj)                       |             |          |
| Полугласные         | w (u)      |                       |                  |                               | j (i)       |          |

1Глухие взрывные согласные и аффрикаты после гласных и сонорных согласных произносятся преаспирированно.
²Звонкие взрывные и аффрикаты обычно озвончаются незначительно.
³/x/ в начальной позиции является аллофоном [h].
Согласные могут быть краткими и долгими (удвоенными) как в середине, так и в конце слов. Это явление чрезвычайно распространено. Долгота согласных имеет смыслоразличительное значение также в сочетаниях согласных, например:
- kuõskkâd «трогать» : kuõskâm «я трогаю».

#### Просодия
Палатализация влияет на произношение всего слога. На письме палатализованный слог обозначается отдельно стоящим ударением между ударной гласной и следующей согласной, например:
- vääʹrr «гора, холм» (есть супрасегментарная палатализация);
- väärr «путешествие» (нет супрасегментарной палатализации).

Супрасегментарная палатализация имеет три различных фонетических эффекта:
1. Ударная гласная в палатализованном слоге произносится как слегка более передняя.
2. Когда присутствует супрасегментарная палатализация, последующие согласные или сочетания согласных произносятся слегка смягчённо. Супрасегментарная палатализация не зависит от сегментарной палатализации: изначально мягкие согласные, например палатальный глайд /j/ и носовая палатализованная /ń/ (пишется <nj>) могут присутствовать во всех типах слогов.
3. Если слово односложно и оканчивается на согласную, после неё появляется слабая гласная. Она ближе к e- в палатализованных слогах, и к а- в непалатализованных.

#### Ударение
В колтта-саамском языке существует четыре разных типа ударения: первичное, вторичное, третичное и нулевое. Ударение фиксированное и обычно падает на первый слог.
Первый слог любого слова, как правило, получает первичное ударение. В словах, состоящих из двух и более слогов, последний слог получает лёгкое (третичное) ударение, а оставшиеся слоги имеют промежуточное по силе вторичное ударение.
В словах, имеющих более одного слога, эта система нарушается в единственном числе абессива и комитатива. В этом случае суффиксы имеют третичное ударение, а предпоследний слог также получает третичное (а не вторичное) ударение.
Нулевое ударение имеется в союзах, послелогах, частицах и односложных местоимениях.

### Морфология
Колтта-саамский язык является синтетическим с высокой степенью флексии и разделяет многие черты, свойственные другим уральским языкам. Однако, в отличие от многих других уральских языков, он не является типичным агглютинирующим языком, а развил фузию, также как, например, эстонский. Поэтому падежи и другие грамматические формы обозначаются не только использованием суффиксов, но и модификацией корня. Многие суффиксы в колтта-саамском языке являются гибридными морфемами, выражающими одновременно несколько грамматических категорий.

#### Падежи
В колтта-саамском имеется 9 падежей, при этом родительный и винительный часто совпадают.
Как и в других уральских языках, именительный падеж не имеет специальных показателей и означает подлежащее или сказуемое. Именительный падеж множественного числа не обозначается, и часто совпадает с родительным падежом единственного числа.
Родительный падеж единственного числа выглядит как именительный падеж множественного числа. Родительный падеж множественного числа образуется добавлением -i. Родительный падеж используется:
- для обозначения обладания (Tuʹst lij muu ǩeʹrjj. «У тебя моя книга»);
- для обозначения числа, если число находится между 2 и 6 (Sieʹzzest lij kuõʹhtt põõrt «У сестры моего отца два дома»);
- с предлогами (rääi + [GEN]: «около или за чем-либо»);
- с большинством послелогов (Sij mõʹnne ääkkäd årra «Они пошли к твоей бабушке»).

Родительный падеж сейчас часто используется вместо партитива.
Винительный падеж является падежом прямого дополнения и в единственном числе не обозначается. Во множественном числе он образуется добавлением -d, перед окончанием множественного числа -i, и выглядит как иллатив множественного числа. Винительный падеж также используется для обозначения некоторых определений, например obb tääʹlv («всю зиму»).
Местный падеж единственного числа образуется добавлением суффикса -st, а множественного -n. Этот падеж используется для обозначения:
- местонахождения (Kuäʹđest lij ǩeʹrjj «Книга в типи»);
- происхождения (Niõđ puõʹtte domoi Čeʹvetjääuʹrest «Девочки из Севеттиярви»);
- владельца (Suʹst lij čâustõk «У него (неё) есть аркан»);
- с некоторыми глаголами («спросить у кого-то что-либо» — kõõččâd [+loc]).

Иллатив образуется тремя различными суффиксами в единственном числе: -a, -e и -u. Множественное число иллатива образуется добавлением -d перед показателем множественого числа -i, и совпадает с винительным падежом множественного числа. Используется для обозначения:
- направления движения;
- получателя предмета;
- непрямого дополнения.

Комитатив единственного числа образуется добавлением -in, множественного — -vuiʹm. Комитатив используется для указания, с кем или чем происходит действие:
- Njääʹlm sekstet leeiʹnin «Я вытер рот куском ткани»;
- Vuõʹlğğem paaʹrnivuiʹm ceerkvest «Я вышел из церкви с детьми»;
- Vuõʹlğğem vueʹbbinan ceerkvest «Я вышел из церкви с сестрой».

Для образования комитатива единственного числа, в качестве корня используется форма родительного падежа единственного числа слова, к которой прибавляется -in. Для образования комитатива множественного числа к корню родительного падежа множественного числа добавляется -vuiʹm.
Показателем абессива как в единственном, так и во множественном числе является -tää, всегда получающее третичное ударение:
- Vuõʹlğğem paaʹrnitää ceerkvest «Я вышел из церкви без детей»;
- Sij mõʹnne niõđtää põʹrtte «Они пошли в дом без девочки»;
- Sij mõʹnne niõđitää põʹrtte «Они пошли в дом без девочек».

Двойственное число изобразительного падежа всё ещё используется в местоимениях, однако перестало использоваться с существительными. Этот падеж не имеет формы множественного числа.
Партитив используется в единственном числе и всегда может быть заменён родительным падежом. Признаком партитива является -d.
Он появляется:
- после чисел больше 6: kääuʹc čâustõkkâd «шесть арканов» (может заменяться на kääʹuc čâustõõǥǥ);
- перед некоторыми послелогами: kuäʹtted vuâstta: «напротив типи» (может заменяться на kuä'đ vuâstta);
- может употребляться в сравнениях для указания, с чем сравнивается предмет: Kåʹlled pueʹrab «лучше, чем золото», однако более часто используется форма pueʹrab ko kåʹll.

#### Местоимения
Личные местоимения имеют три числа — единственное, двойственное и множественное. В таблице показаны личные местоимения в именительном и родительном (винительном) падежах:
|                   | перевод      | Именительный | перевод   | Родительный |
| ----------------- | ------------ | ------------ | --------- | ----------- |
| 1-е лицо (ед. ч.) | «я»          | mon          | «мой»     | muu         |
| 2-е лицо (ед. ч.) | «ты»         | ton          | «твой»    | tuu         |
| 3-е лицо (ед. ч.) | «он, она»    | son          | «его, её» | suu         |
| 1-е лицо (дв. ч.) | «мы (двое)»  | muäna        | «наш»     | muännai     |
| 2-е лицо (дв. ч.) | «вы (двое)»  | tuäna        | «ваш»     | tuännai     |
| 3-е лицо (дв. ч.) | «они (двое)» | suäna        | «их»      | suännai     |
| 1-е лицо (мн. ч.) | «мы»         | mij          | «наш»     | mij         |
| 2-е лицо (мн. ч.) | «вы»         | tij          | «ваш»     | tij         |
| 3-е лицо (мн. ч.) | «они»        | sij          | «их»      | sij         |

В следующей таблице представлено склонение личного местоимения третьего лица:
|                 | Единственное | Двойственное | Множественное |
| --------------- | ------------ | ------------ | ------------- |
| Именительный    | son          | suäna        | sij           |
| Родительный     | suu          | suännai      | sij           |
| Винительный     | suu          | suännaid     | siʹjjid       |
| Иллатив         | suʹnne       | suännaid     | siʹjjid       |
| Местный         | suʹst        | suännast     | siiʹst        |
| Комитатив       | suin         | suännain     | siʹjjivuiʹm   |
| Абессив         | suutää       | suännaitää   | siʹjjitää     |
| Изобразительный | suuʹnen      | suännan      | -             |
| Партитивный     | suuʹđed      | —            | -             |

#### Глаголы
Глаголы в колтта-саамском имеют четыре лица, пять наклонений, три числа, четыре времени:
- четыре лица: первое, второе, третье и четвёртое (неопределённое);
- пять наклонений: изъявительное, повелительное (Pueʹtted sõrgg domoi! «Скорей возвращайся домой!»), условное, потенциальное и оптативное;
- три числа: единственное, двойственное и множественное;
- два простых времени:
  - прошедшее (Puõʹttem škoouʹle jåhtta «Я вчера ходил в школу»)
  - непрошедшее (Evvan puätt muu årra täʹbb «Эвван сегодня придёт ко мне домой»)
- два сложных времени: перфект и давнопрошедшее время.

#### Отглагольные существительные
Глаголы в сколт-саамском языке имеют 6 именных форм: инфинитив, герундий, активное причастие, абессив, причастие настоящего времени и причастие прошедшего времени.

#### Отрицательные глаголы
В колтта-саамском, как и в других саамских языках, а также в финском и эстонском, существуют отрицательные глаголы. В колтта-саамском они спрягаются по наклонениям (изъявительное, повелительное и оптативное), лицам (первое, второе, третье и четвёртое) и числам (единственное, двойственное и множественное).
```
    Ind. pres.                Imperative         Optative
    sg.      du/pl.           sg.    du/pl.       sg.    du/pl.                        
1   jiõm     jeäʹp         1  -      -         1  ?      jeällap   
    jim      jep               
2   jiõk     jeäʹped       2  jieʹl  jieʹlled  2  jieʹl  jieʹlled
    jik      jeʹped           jeʹl   jeʹlled      jeʹl   jeʹlled
3   ij       jiâ, jeä, jie 3  -      -         3  jeälas jeällaz
4       jeäʹt
```

ij + leat обычно пишется как iʹlla, iʹlleäkku, iʹllää или iʹllä, а ij + leat обычно пишется как jeäʹla или jeäʹlä.
В отличие от других саамских языков, в колтта-саамском утрачены отдельные формы для двойственного и множественного числа отрицательных глаголов. Для этих времён используется форма множественного числа.

## Современное состояние языка
В 2019 году в список ста наиболее влиятельных женщин мира по версии BBC была включена Сара Весслин — журналистка саамской редакции финской государственной телерадиокомпании Yle, одна из двух журналистов во всём мире, которые являются носителями колтта-саамского языка. По данным Yle, носителей этого языка в мире насчитывается около трёхсот человек.